# Найзаможніші люди України 2018

## Версія журналу «Forbes»
До рейтингу найбагатших людей світу за версією Forbes у 2018 році увійшли семеро українців
| № | Місце в світовому рейтингу | Ім'я               | Сфера діяльності                                | Статки у 2018 ($ млн.) | Основні активи |
| 1 | 334                        | Рінат Ахметов      | металургія, ПЕК                                 | 5500                   | СКМ            |
| 2 | 1477                       | Костянтин Жеваго   | металургія                                      | 1600                   | Ferrexpo       |
| 3 | 1561                       | Юрій Косюк         | АПК                                             | 1500                   | МХП            |
| 4 | 1650                       | Віктор Пінчук      | металургія                                      | 1400                   | Інтерпайп      |
| 5 | 1867                       | Геннадій Боголюбов | фінанси, металургія, ПЕК                        | 1200                   |                |
| 6 | 2124                       | Ігор Коломойський  | фінанси, металургія, ПЕК                        | 1000                   |                |
| 7 | 2124                       | Вадим Новинський   | металургія, суднобудування, нафтогазовий сектор | 1000                   |                |